# Znanost u 1939.
◄◄ | ◄ | 1936. | 1937. | 1938. | 1939.  | 1940. | 1941. | 1942. | ► | ►►
Arhitektura • Astronomija • Biologija • Film • Fotografija • Glazba • Kazalište • Kemija • Kiparstvo • Knjige • Književnost • Kršćanstvo • Meteorologija • Medicina • Planinarstvo • Politika • Pravo • Promet • Slikarstvo • Strip • Šport • Televizija • Znanost • Zrakoplovstvo • Željeznički promet
Znanost u 1939.

## Svijet

### Rođenja
- 8. prosinca − Mary Catherine Bateson, američka antropologinja i publicistica

### Smrti
- 13. ožujka − Lucien Lévy-Bruhl, francuski filozof, sociolog i etnograf, poznat po svom zanimanju za istraživanje tzv. primitivnog mentaliteta (* 1865.)

## Vanjske poveznice
|  | Zajednički poslužitelj ima još gradiva o temi Znanost u 1939. |